# マスコミ総合研究所
マスコミ総合研究所（マスコミそうごうけんきゅうしょ）は、日本のシンクタンク。台湾での呼称は、日本大眾傳播總會研究所である。
1972年の日中国交正常化（中華民国・台湾とは断交）を受け、日本と台湾の民間交流を促進するため、岸信介・賀屋興宣・船田中・灘尾弘吉の指導の下、産経新聞で政治部記者・論説委員を務めた藤田義郎と中華民国駐日大使館政務参事の林金莖によって設立された。

## 発行紙・論調
アジア・レポート（Asian report、1972年（昭和47年）8月8日 第三種郵便物認可）を発行している。近年は、刊行が不定期となっている。
アジア・レポートはアジアをうたっているが、当初から、台湾（中華民国）に関する記事が大半を占めている。産経新聞の正論欄における執筆メンバーや、産経新聞OB、産経新聞台北支局長らが、頻繁に寄稿しているのが特徴である。
1990年代半ばまでは国民党寄り、2000年代以降は民進党寄りの論調であるが、執筆段階における、台湾での政権寄りという点では一貫している。藤田義郎は、蔣介石礼賛の功により、1989年に国民党政権から、紫色大綬景星勲章を授与されている。

## 代表者
- 所長：藤田誠子
- 理事長：阿部穆（元・産経新聞政治部長）

## 所在地
- 東京都千代田区永田町2丁目14番2号